# 熊野ぽえみ
熊野ぽえみは、V-Tuber ZEROのプロジェクト「ZERO Project（ゼロ プロジェクト）」のVtuber5人のうちの1人。
主な配信内容は歌や雑談、他Vtuberとのコラボ。

## 来歴
三人姉妹の次女。高校時代に軽音楽部に所属しボーカルを担当する。2019年4月、ZERO Projectの行なったVtuberのオーディションに「ぽえみ」名義で応募。音源審査・公開インターネット配信での予選を経たのち決勝で落選。その後、熊のイラストを自分の姿とし同名義で数ヶ月間、配信活動を行う。この間に約2年間付き合った恋人と別れている。数ヶ月の活動休止を経て2019年10月に、自ら依頼した空4氏による熊耳美少女の姿で、ZERO Project所属のVtuber「熊野ぽえみ」としてデビューする。

## 人物
幼い頃から母親の教育方針で中国語を学んでいる。HSK5級の資格を保有しており、簡単な中国語なら読み書き話せる。Twitterにて、中国の動画配信サイトbilibiliでは「熊姐」というあだ名を付けられていると明かした。
一人称はぽえ。視聴者をお前らと呼ぶ。
姉、妹が大好き。
趣味は編み物。手芸店店主の老婦人と懇意になり手ほどきを受けた。また地域の交流の場としての銭湯を愛しており、都内のどこにいても近くのお薦めの銭湯を挙げることが出来る。
児童書を好んで読み、好きな作品として『マチルダは小さな大天才』や『ホウ博士とロボットのいる町』、『ハウルの動く城シリーズ』などを挙げている。
オリジナル曲を2曲リリースしている。